# Denkendorf (Bajorország)
Denkendorf település Németországban, azon belül Bajorországban. Lakosainak száma 5060 fő (2023. december 31.). Denkendorf Altmannstein, Beilngries, Stammham és Kipfenberg községekkel határos.

## Népesség
A település népessége az elmúlt években az alábbi módon változott:
| Lakosok száma | 517  | 845  | 2387 | 3246 | 4513 | 4621 | 4839 | 4898 | 4836 | 5060 |
|               | 1875 | 1950 | 1975 | 1987 | 2012 | 2014 | 2016 | 2017 | 2021 | 2023 |